# Apostolska nunciatura v Pakistanu
Apostolska nunciatura v Pakistanu je diplomatsko prestavništvo (veleposlaništvo) Svetega sedeža v Pakistanu, ki ima sedež v Islamabadu.
Trenutni apostolski nuncij je Edgar Peña Parra.

## Seznam apostolskih nuncijev
- Saverio Zupi (28. oktober 1961–1966)
- Costante Maltoni (2. januar 1967–1970)
- Josip Uhač (23. junij 1970–7. oktober 1976)
- Giulio Einaudi (10. november 1976–5. avgust 1980)
- Emanuele Gerada (15. oktober 1980–4. februar 1989)
- Luigi Bressan (3. april 1989–26. julij 1993)
- Renzo Fratini (7. avgust 1993–8. avgust 1998)
- Alessandro D'Errico (14. november 1998–21. november 2005)
- Adolfo Tito Yllana (31. marec 2006–20. november 2010)
- Edgar Peña Parra (2. februar 2011–danes)